# Hermanas de la Caridad de San Pablo Apóstol
La Congregación de Hermanas de la Caridad de San Pablo Apóstol (oficialmente en latín: Congregatio Sororum Caritatis a Sancto Paulo) es un congregación religiosa católica femenina, de vida apostólica y de derecho pontificio, fundada en 1864 por la religiosa inglesa Geneviève Désirée Dupuis, en Banbury (Reino Unido). A las religiosas de este instituto se les conoce como hermanas de San Pablo de Birmingham y posponen nombres las siglas S.P.

## Historia

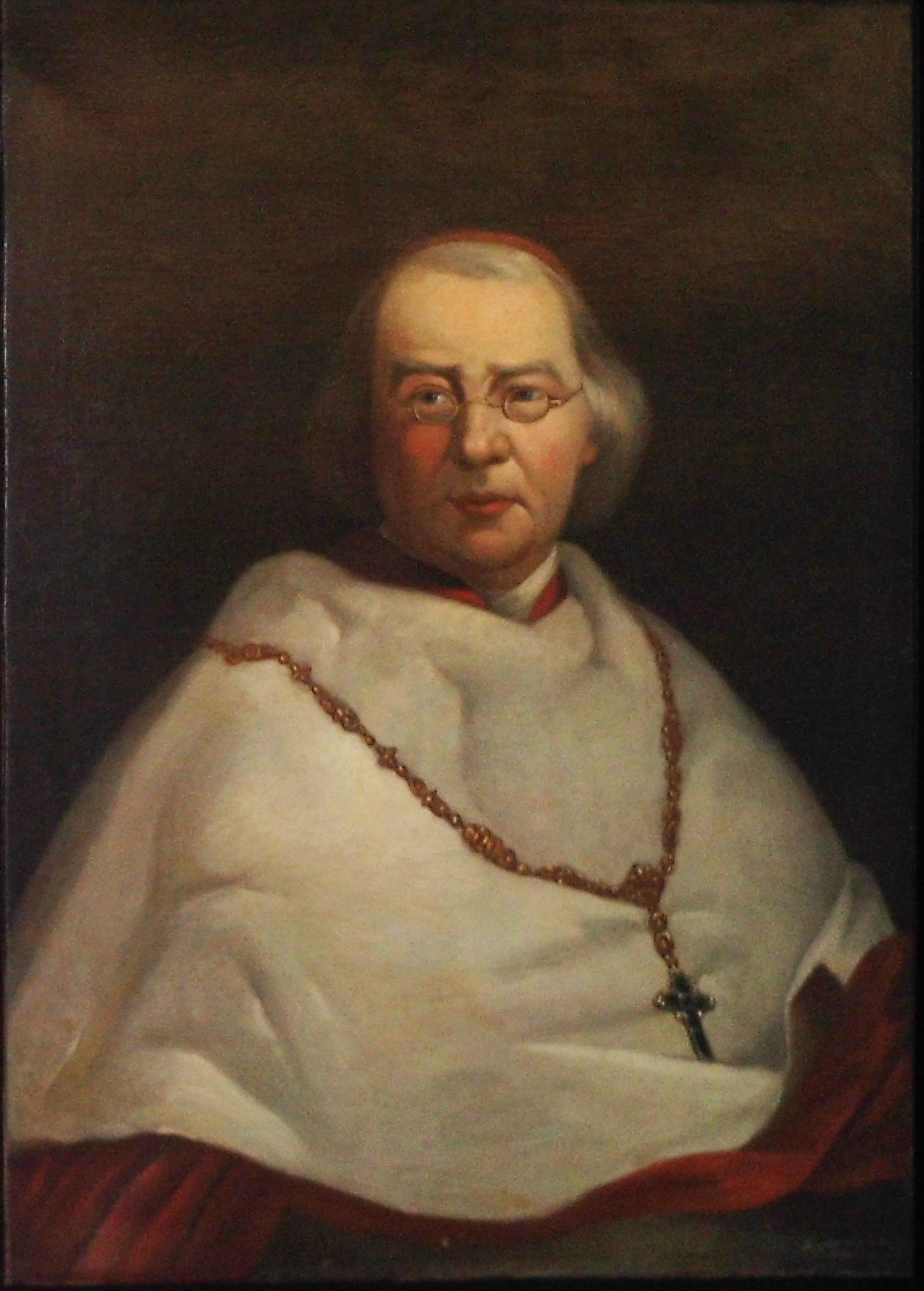
Nicholas Wiseman (1802-1865), considerado uno de los fundadores de la congregación.

La congregación tiene su origen en las Hermanas Hospitalarias de San Pablo, fundadas por el sacerdote francés Louis Chauve en 1696. Un grupo de religiosas de esta congregación fue enviado a Banbury (Inglaterra), en 1847, a petición del nuncio apostólico Nicholas Wiseman, para hacerse cargo de una escuela y de la atención de los enfermos. Bajo el gobierno de la primera superiora de la comunidad, Geneviève Désirée Dupuis, la rama inglesa se independizó de la casa madre francesa en 1864.
La congregación inglesa recibió la aprobación como congregación religiosa de derecho diocesano en 1864. El papa Pío IX, elevó el instituto a congregación religiosa de derecho pontificio, mediante decretum laudis del 5 de marzo de 1864.

## Organización
La Congregación de Hermanas de la Caridad de San Pablo Apóstol es un instituto religioso de derecho pontificio y centralizado, cuyo gobierno es ejercido por una superiora general, es miembro de la Familia agustiniana y su sede central se encuentra en Birmingham (Reino Unido).
Las hermanas de San Pablo se dedican a la educación e instrucción cristiana de la juventud y a la atención de los enfermos. En 2017, el instituto contaba con 142 religiosas y 45 comunidades, presentes en Irlanda, Reino Unido, Rumanía y Sudáfrica.